# Piz Boè
Il Piz Boè (in tedesco Boespitze) è una montagna delle Dolomiti alta 3.152 m, la vetta più alta del Gruppo del Sella, posta al confine delle province di Belluno, Bolzano e Trento.

## Accesso
Il Piz Boè è uno fra i 3000 meno difficili delle Dolomiti per quanto riguarda le difficoltà tecniche ed il dislivello da percorrere: la funivia che parte dal passo Pordoi permette, infatti, di raggiungere la quota di 2.950 m del Sass Pordoi in pochi minuti. La via d'accesso non è comunque unica: se ne possono contare almeno 4 con diversi gradi di difficoltà.

### Dal Passo Pordoi
La funivia che parte dal passo Pordoi e arriva al Rifugio Maria, dove è presente una terrazza panoramica da dove si possono ammirare le Dolomiti a 360°, offre l'alternativa più semplice. Dal rifugio si imbocca l'evidente sentiero 627 che scende a forcella Pordoi (2.829 m), ove è ubicato il rifugio omonimo. Si prosegue fino ad un bivio dove si abbandona il sentiero 627 per il 638, che per facili roccette, conduce alla vetta ove è situato il rifugio Capanna Piz Fassa.
In alternativa alla funivia, si può raggiungere la Forcella Pordoi attraverso il sentiero che parte dal Passo Pordoi, subito a fianco del monumento dedicato al grande ciclista Fausto Coppi, e risale il ripido canalone.

### Dal Rifugio Boè
Il rifugio Boè è raggiungibile dal Sass Pordoi attraverso il sentiero 627; dal passo Gardena passando per il rifugio Pisciadù (sentieri 666 e 647); da Colfosco attraverso la val di Mesdì (sentiero 651); attraverso la val Lasties partendo dal rifugio Monti Pallidi (sentiero 647).

Dal rifugio, situato alla base della piramide del Piz, è possibile imboccare il sentiero 638 che conduce alla vetta in 45 minuti attraverso detriti rocciosi piuttosto ripidi e a volte coperti di neve. Alcune funi metalliche fisse agevolano il superamento della parte più difficile della salita verso la vetta.

### Dal Rifugio F. Kostner

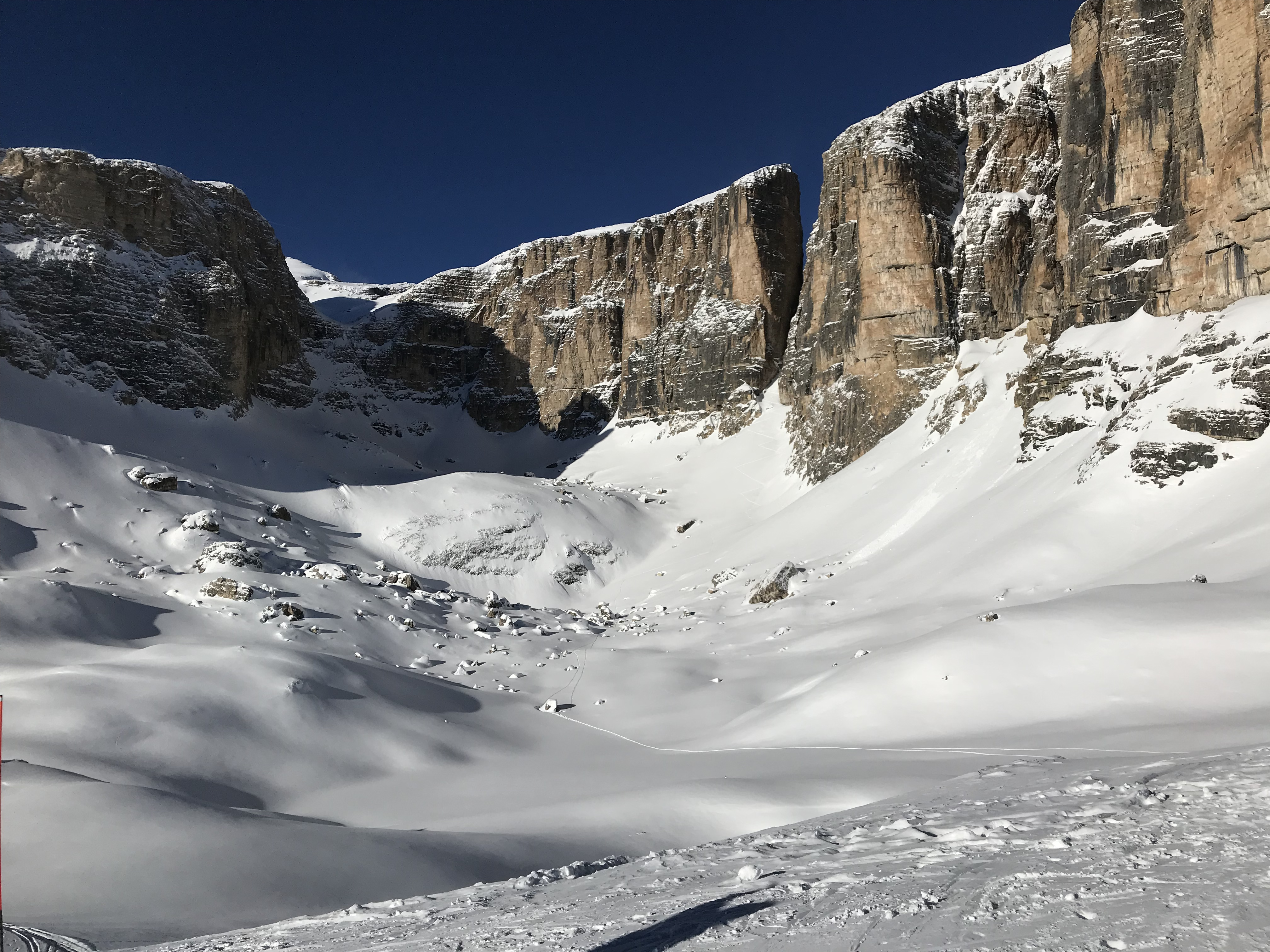
Il Vallon

Il rifugio F. Kostner, affacciato sulla conca del Vallon, è raggiungibile da Corvara attraverso la cabinovia prima e la seggiovia poi.
Dal rifugio si prende il sentiero 638 che, dapprima costeggia le ripide pareti del Sella, e si addentra, poi, sulla destra in una valle detritica piuttosto ripida che porta su un terrazzo soprastante, da cui continua su lastroni di roccia e ghiaioni per arrivare alla vetta.

### Attraverso la ferrata del Vallon
Dalla conca del Vallon, raggiungibile come sopra il rifugio Kostner, si può prendere il sentiero che conduce alla ferrata del Piz da Lec. Lasciando questa via sulla destra si arriva di seguito all'attacco della ferrata del Vallon. L'ascesa ferrata piuttosto semplice termina presto, e si continua a salire lungo pendii detritici fino ad incrociare il sentiero 672 proveniente dal rifugio Kostner (se vogliamo alternativa numero 5 che evita la via ferrata ma che è comunque in parte attrezzato); si sale lungo questo sentiero passando per il Lech Dlace (lago ghiacciato) e arrivando alle cime della Cresta Strenta da cui si gode un panorama entusiasmante. In seguito si raggiunge il sentiero 638 proveniente dal rifugio Boè appena dopo il tratto attrezzato. Si sale quindi lungo questo fino alla cima.

## Vista dalla cima

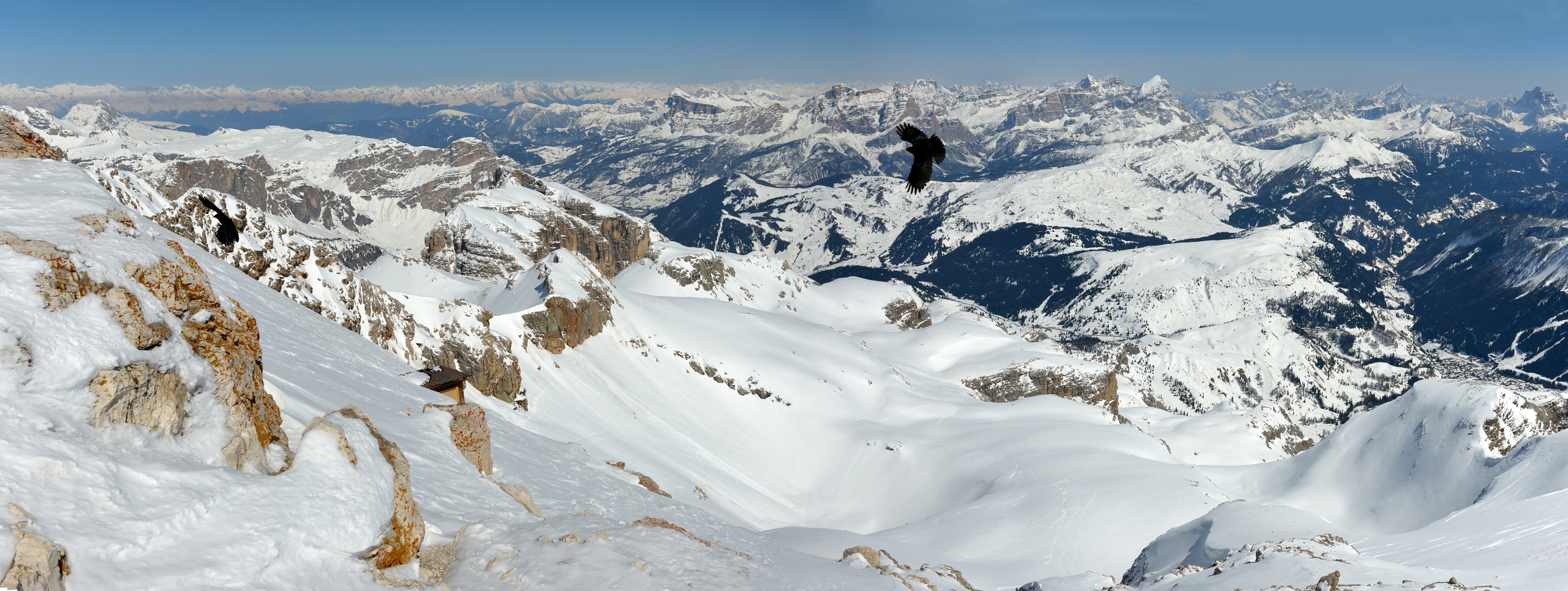
Vista verso nordest
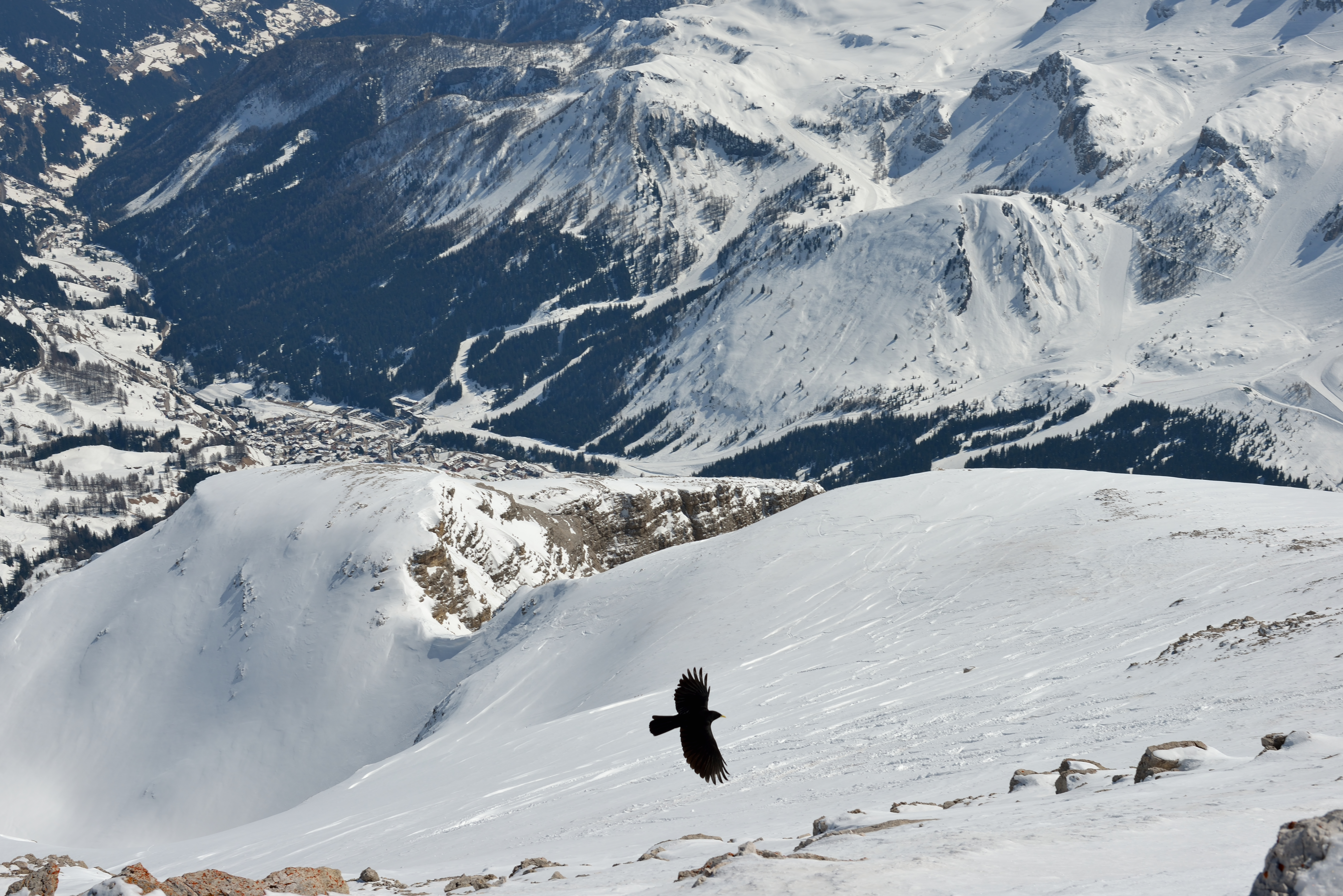
Vista verso sud
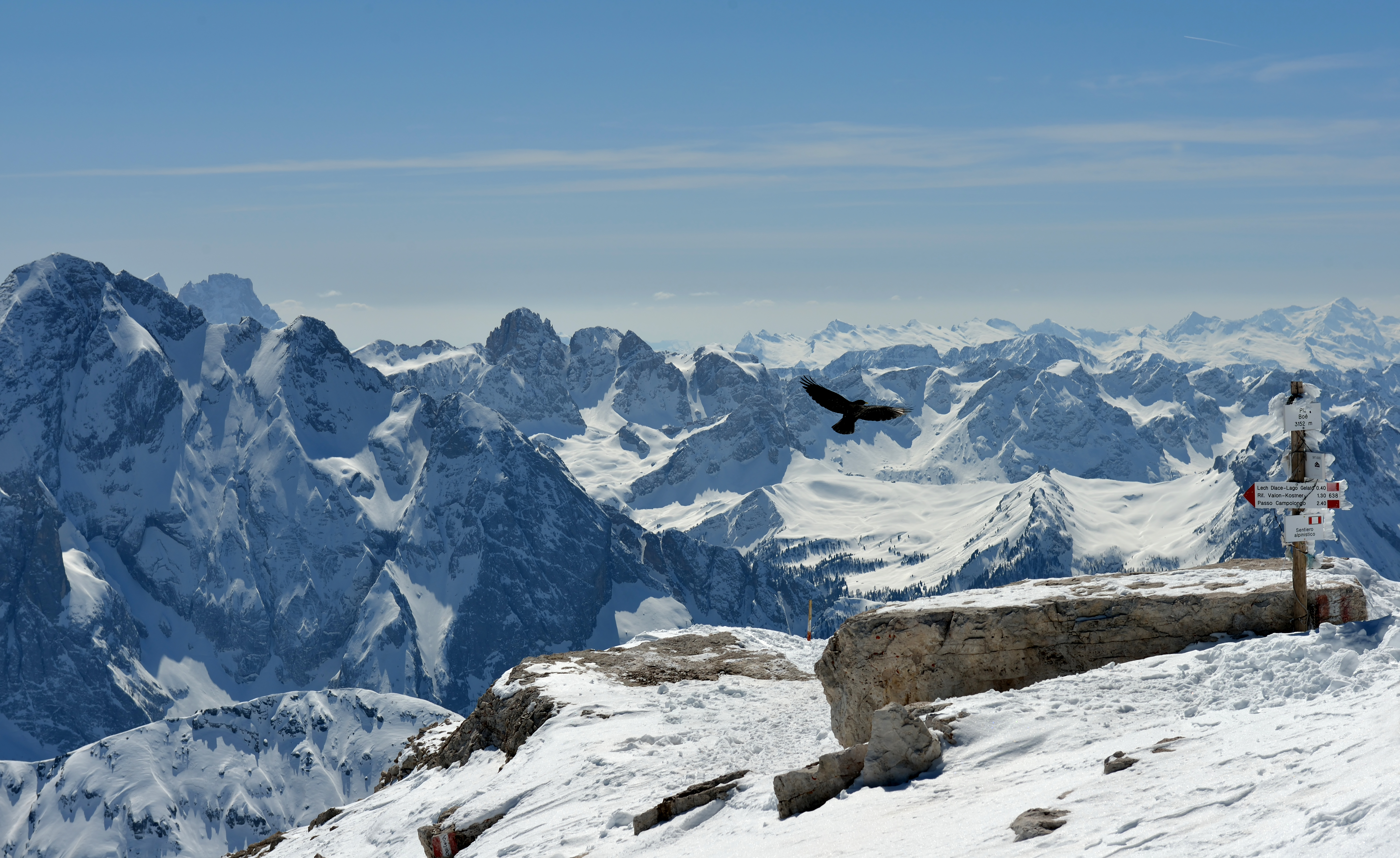
Vista verso sudovest
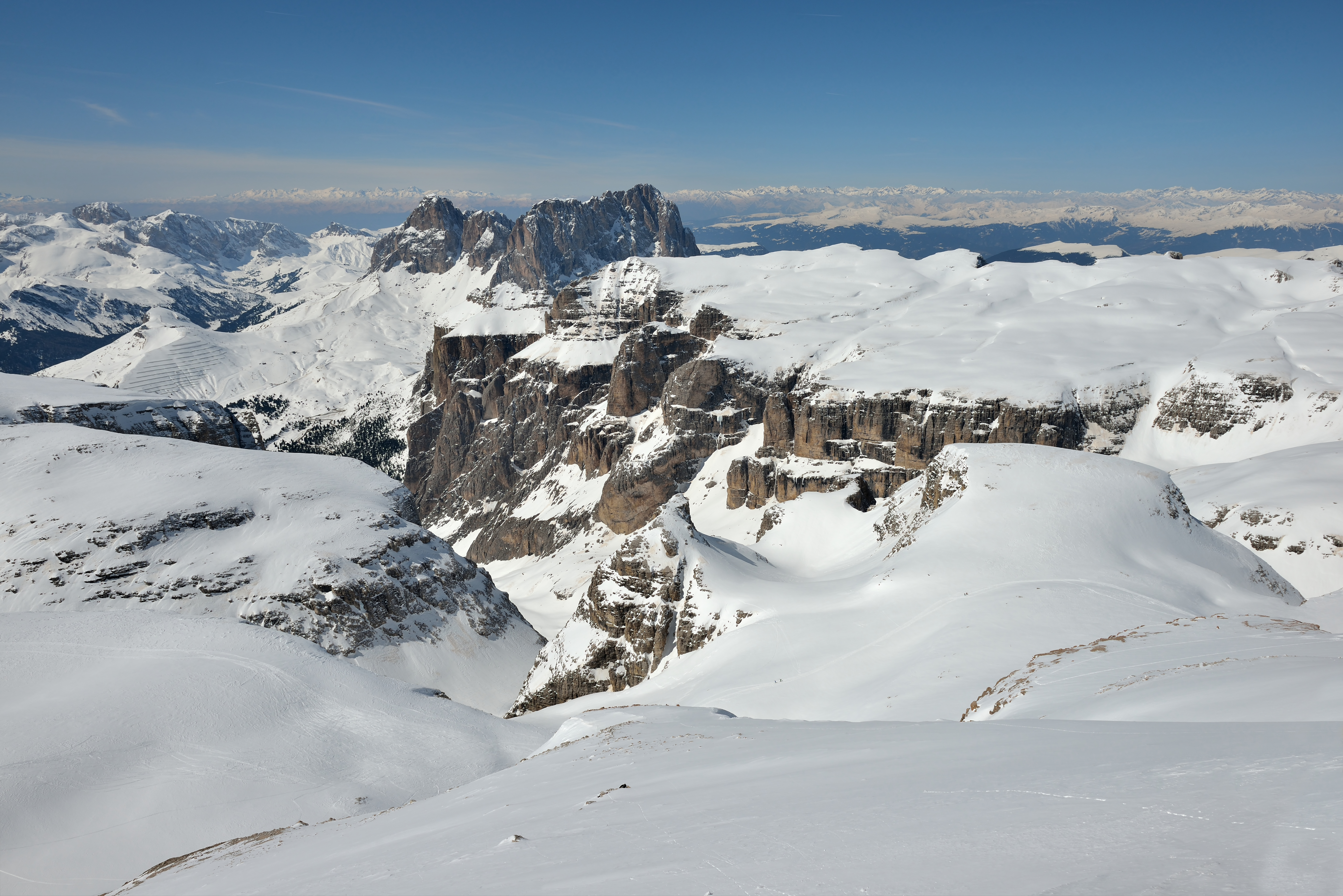
Vista verso ovest
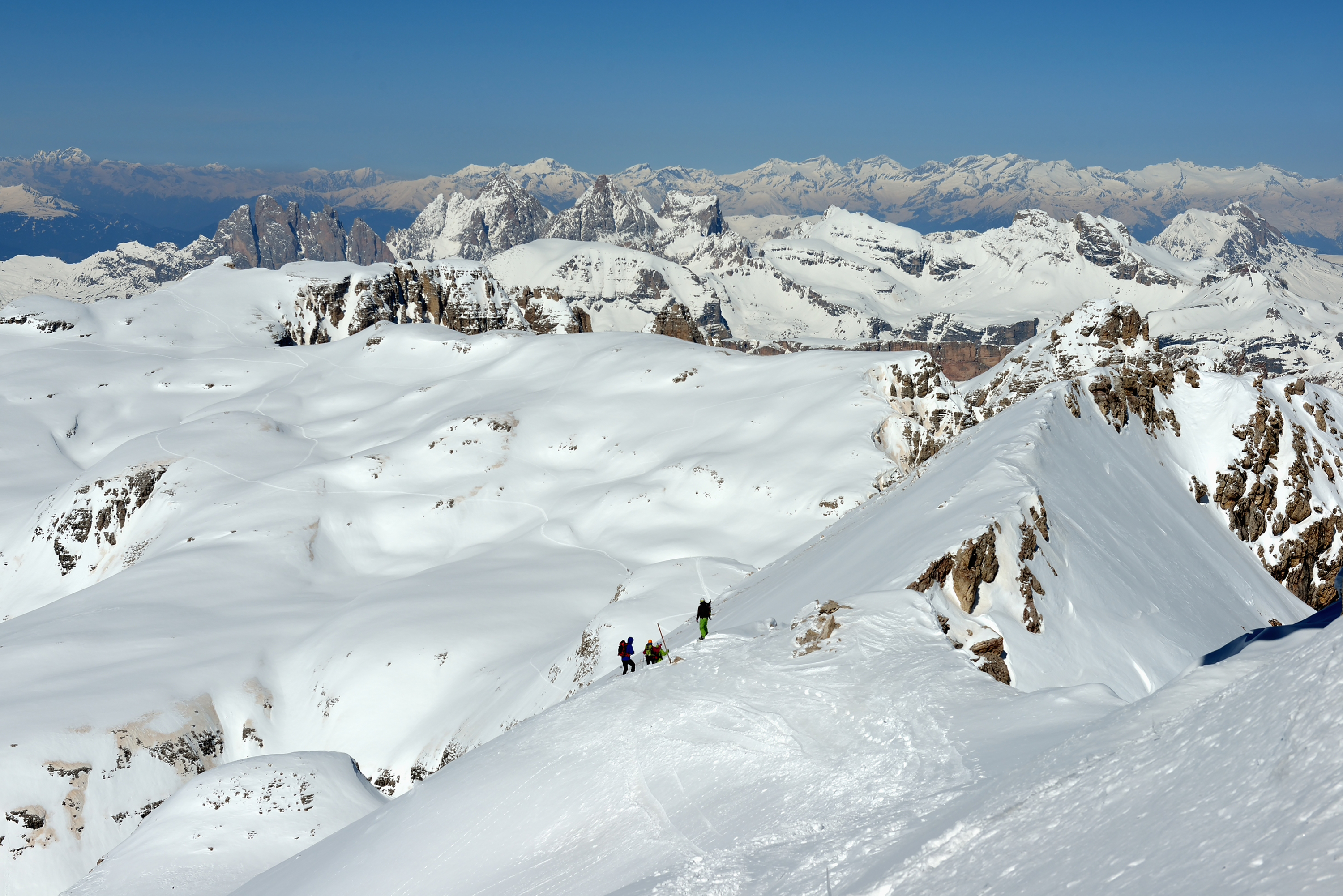
Vista verso nord